# Europorte Channel
Europorte Channel, anciennement Europorte 2, est une entreprise ferroviaire de transport de marchandises. C'est une filiale d'Europorte (qui appartient au groupe Getlink).
Le 17 février 2004, elle est le premier opérateur à obtenir en France une licence d'entreprise ferroviaire, valable dans toute l'Union européenne.
Depuis 2005, elle exploite des services de transport de fret sur le réseau ferré français.